# Кроотусе
Кроотусе (ест. Krootuse) — село в Естонії. Адміністративний центр волості Киллесте, повіту Пилвамаа.